# Browar Warka
Browar Warka – browar przemysłowy w Warce. Zakład należy do grupy piwowarskiej Grupa Żywiec S.A.

## Historia

### Powstanie browaru
Decyzja o budowie dużego zakładu produkcji piwa w Warce zapadła w 1968 roku.
Wybór Warki jako miejsca na nowy browar podyktowany był uznaniem dla wielowiekowej tradycji piwowarskiej miasta i wolą jej restytucji. Inwestycja została zrealizowana w latach 1973–1975. W trakcie budowy powiązano tradycyjne rozwiązania z nowoczesnymi innowacjami technicznymi. Zainstalowane zostały najnowocześniejsze urządzenia do fermentacji brzeczki metodą ciśnieniową, filtracji i stabilizacji piwa w przepływie, rozlewu piwa do butelek oraz automatycznego załadunku i rozładunku butelek.

### Rozwój browaru
Początkowo browar w Warce należał do Zakładów Piwowarskich w Warszawie. W 1976 roku wyodrębniono go jednak i powołano Zakłady Piwowarskie w Warce. W ciągu pierwszych trzech lat swojej działalności browar w Warce wytwarzał 600 tys. hl piwa rocznie, które sprzedawano głównie w Warszawie. W początkach lat 90. XX wieku browar warecki wzbogacił się o linię do puszkowania piwa oraz stację do propagacji drożdży. Po zainstalowaniu w 1994 r. tankofermentorów zdolności produkcyjne browaru wzrosły do 800 tys. hl piwa rocznie.
W latach 90. XX wieku browar w Warce produkował marki piwa: Warka 10,5%, Warka 12,5%, Warka 14%, Warka 16,3%, Warka Ciemne, Hetman, Eksport Specjal.

### Prywatyzacja browaru
W 1994 roku dokonano prywatyzacji browaru. Właścicielem zakładu została spółka Browary Warka Sp. z o.o., której głównym udziałowcem był Ryszard Varisella. W latach 1994–1996 przeprowadzono w zakładzie gruntowną modernizację i rozbudowę. Browar Warka stał się w tym czasie jednym z największych producentów piwa w Polsce. W 1996 roku zakład kupiła szwajcarska firma Welinvest, która odsprzedała go australijskiej spółce Brewpole B.V.

### Browar Grupy Żywiec
W 1999 roku browar w Warce został przejęty przez holenderski koncern piwowarski Heineken.
Nowy właściciel postawił na dużą kampanię reklamową, która sprawiła, że sprzedaż produktów browaru jeszcze bardziej wzrosła. W tym czasie promocja dotyczyła głównie jasnego piwa typu pilsner Warka Strong. W 2003 roku zakład w Warce przekształcono w spółkę akcyjną, a następnie rok później włączono w skład Grupy Żywiec. W tym czasie dokonano całkowitej przebudowy budynków browaru i dokończono jego modernizację.
Browar Warka należy do grona najnowocześniejszych zakładów piwowarskich w Europie. Przy produkcji piwa w zakładzie stosowana jest technologia HGB oraz wykorzystywane są bardzo pojemne tankofermentatory.
Obecnie browar wytwarza rocznie ok. 3,5 mln hektolitrów piwa i jest jednym z największych browarów przemysłowych w Polsce.

## Produkty
Lager
- Heineken
- Królewskie
- Królewskie Mocne
- Kujawiak
- Tatra Jasne Pełne
- Tatra Mocne
- Warka Jasne Pełne
- Warka Strong
- Tatra Grzaniec
- Desperados
- EB

## Literatura
- Ziemowit Fałat (red.): Przewodnik piwosza. Bielsko-Biała: Pascal, 2002. ISBN 83-7304-030-7. Brak numerów stron w książce
- Tadeusz Kaczmarek: Księga piw i browarów polskich. Warszawa: BC, 1994. ISBN 83-902514-0-X. Brak numerów stron w książce
- Aleksander Strojny: Browary w Polsce. Warszawa: Hachette Polska, 2009. ISBN 978-83-7575-674-6. Brak numerów stron w książce